# Andorra Challenger 1993
L'Andorra Challenger 1993 è stato un torneo di tennis facente parte della categoria ATP Challenger Series nell'ambito dell'ATP Challenger Series 1993. Il torneo si è giocato ad Andorra, dal 29 novembre al 5 dicembre 1993, su campi in cemento indoor.

## Vincitori

### Singolare
Jörn Renzenbrink ha battuto in finale  Ronald Agénor 6-4, 5-7, 6-3

### Doppio
Evgenij Kafel'nikov /  Fernon Wibier hanno battuto in finale  Cristian Brandi /  Francisco Roig 6-3, 6-2